# Олоф Далін
Олоф Далін (швед. Olof von Dalin; 29 серпня, 1708 року, Вінберг — 12 серпня 1763 року, Дроттнінгхольм) — шведський поет, історик і критик.

## Біографія
Олоф Далін народився 29 серпня 1708 року у Вінбері. Батьки: вікарій Йонас Далін і Маргарет Бригіта. Батько помер в 1709 році. Вітчим піклувався про майбутнє Олофа. Юнак спочатку отримав домашню освіту. А від 27 жовтня 1721 Олоф Далін — студент у Лунді. Від 1727 року працював у Стокгольмі чиновником в Національному архіві, реєстратором експедицій, в тому числі брав участь у військовій експедиції 1735 року. З 10 жовтня 1737 року працював бібліотекарем. Від 1 червня 1739 року до серпня 1740 року був у закордонному відрядженні. Був призначений учителем до кронпринца Густава і королівським історіографом. Олоф користувався великою повагою при дворі, мав значний вплив. Після короткої опали був зроблений гофканцлером. Даліна більше цінували, як історика.

## Творчість
Олоф Далін був головним представником раннього Просвітництва. Свою естетичну програму поет сформулював у творі «Короткі зауваження з приводу шведського поетичного мистецтва нашого часу», надрукованому в 1755 році, але аналізуючому тридцяті роки. Він висловив погляди, близькі Ніколя Буало. Далін вважав, що скіфи, предки шведів, успадкували мистецтво поезії від древніх греків. Проте він не захоплювався «нецивілізованим минулим» і вважав Середні віки «варварським» часом панування монахів, епохою невігластва. Закликав усвідомити високе покликання поета просвітницької доби і писав про необхідність збереження високих ідеалів правдивості мистецтва, чистоти і краси стилю.
Далін видавав щотижневу газету «Шведський Аргус» («Then Swenska Argus», 1732—1934) за зразком журналу «Спектатор» і цим набув популярності. Йому було доручено написати історію Швеції, і О.Далін над цим працював, але смерть перешкодила йому довести задумане до кінця. Його історія Швеції була переведена і на російську мову (О. Далин, «Історія Шведської держави», переклад з німецької здійснив Г. Цебріков, Спб., 1805-7). Як поет Далін перебував спочатку під впливом французьких класиків («Брюнхильда» / «Brynhilda», 1738, і «Шведська свобода» / «Svenska Friheten», 1742), але потім став справжнім національним шведським поетом — попередником Бельмана, Франсена і Дальгрена. Були популярними його дотепні і веселі народні пісні.

## Погляд на історію
Традиції Свіфтовської прози Далін продовжив у «Сазі про кобилу» (1740), де історія Швеції представлена у вигляді розповіді про долю коня, який переходить від одного господаря до іншого. Ця алегорична історія написана простою мовою, у ній багато народних легенд і традиційних символів. «Сага про кобилу», так само як і написана на офіційне замовлення «Історія шведської держави» (1747—1762 рр.), стверджувала новий, раціоналістичний погляд на історію. В ній автор багато в чому відійшов від своїх попередніх поглядів на походження скандинавів.
«Головне значення Даліна в тому, що він  сприяв розвитку шведської літературної мови і підготував шлях освітнім ідеям, зміцненню яких допомогли інші видатні письменники цієї епохи».